# Igreja de Nossa Senhora da Graça (Corroios)
A Igreja de Nossa Senhora da Graça ou Igreja Paroquial de Corroios é a igreja matriz da vila de Corroios, no município de Seixal, Portugal.

## História
De acordo com as Memórias Paroquiais de 1758, a fundação da Paróquia de Corroios data de 1369, durante o reinado de D. Fernando I, se bem que não se conheçam documentos originais relativos à fundação.
Em 1755, a primitiva igreja de Corroios sofreu catastróficos danos durante o terramoto que se abateu sobre o país; como relata o pároco em 1758: "pelo terramoto de Novembro de 1755, cahio totalmente por terra, tinha três altares, o altar mór e dois colateraes". Desta antiga igreja restaram poucos vestígios: em 1982, aquando da realização de obras de ampliação, o Centro de Arqueologia de Almada/Ecomuseu Municipal do Seixal levou a cabo escavações que localizaram algumas fundações e muros da antiga construção, assim como um cemitério com enterramentos datados entre os séculos XV e XVII. Existe também uma lápide tumular do século XVI, conservada no interior das instalações actuais, com a inscrição "S.ª DE JOAM GLZ E SVA MOLHER E DE TODOS SEVs ERDRsO ANO DE 1567" — pertencendo, provavelmente a uma família nobre proprietária na região.
Devido ao facto de os habitantes de Corroios serem, nessa época, em número reduzido, a reconstrução após o terramoto não foi imediata: em 1758 ainda só se encontrava levantada a capela-mor. Enquanto se reconstruia a igreja paroquial, foi temporariamente usada como local de culto da freguesia a capela de Santo António da Olaya, na Quinta do Rouxinol (pertencente à família Rosignol). O acabamento das obras deveu-se a algumas ofertas mais avultadas, tais como uma de D. Teodora Isabel de Lima (50.000 réis) e, em 1760, do Infante D. Pedro (96.000 réis).
Em 1834, o Ministro da Justiça Joaquim António de Aguiar, "o Mata-Frades", promulga o decreto de extinção das ordens religiosas; nesta altura, a Igreja de Corroios deixa de receber o importante rendimento do Convento de São Domingos de Lisboa. A partir daí, as poucas pessoas residentes em Corroios tiveram grande dificuldade em manter o pároco e conservar a igreja, de tal maneira que o Cardeal-Patriarca D. Guilherme Henriques de Carvalho extingue a Paróquia de Corroios, alegando que "a sua Igreja se achava já tão arruinada e indecente quando foi feita a Visita Pastoral dela, que mandou intimidar os fregueses e vizinhos da mesma Igreja, para a repararem e tornarem decente, para melhor se conservarem as imagens sagradas e poder celebrar o Santo Sacrifício da Missa, sob pena de mandar secularizar a dita Igreja". A freguesia fica então incorporada na freguesia de Nossa Senhora do Monte Sião da Amora.

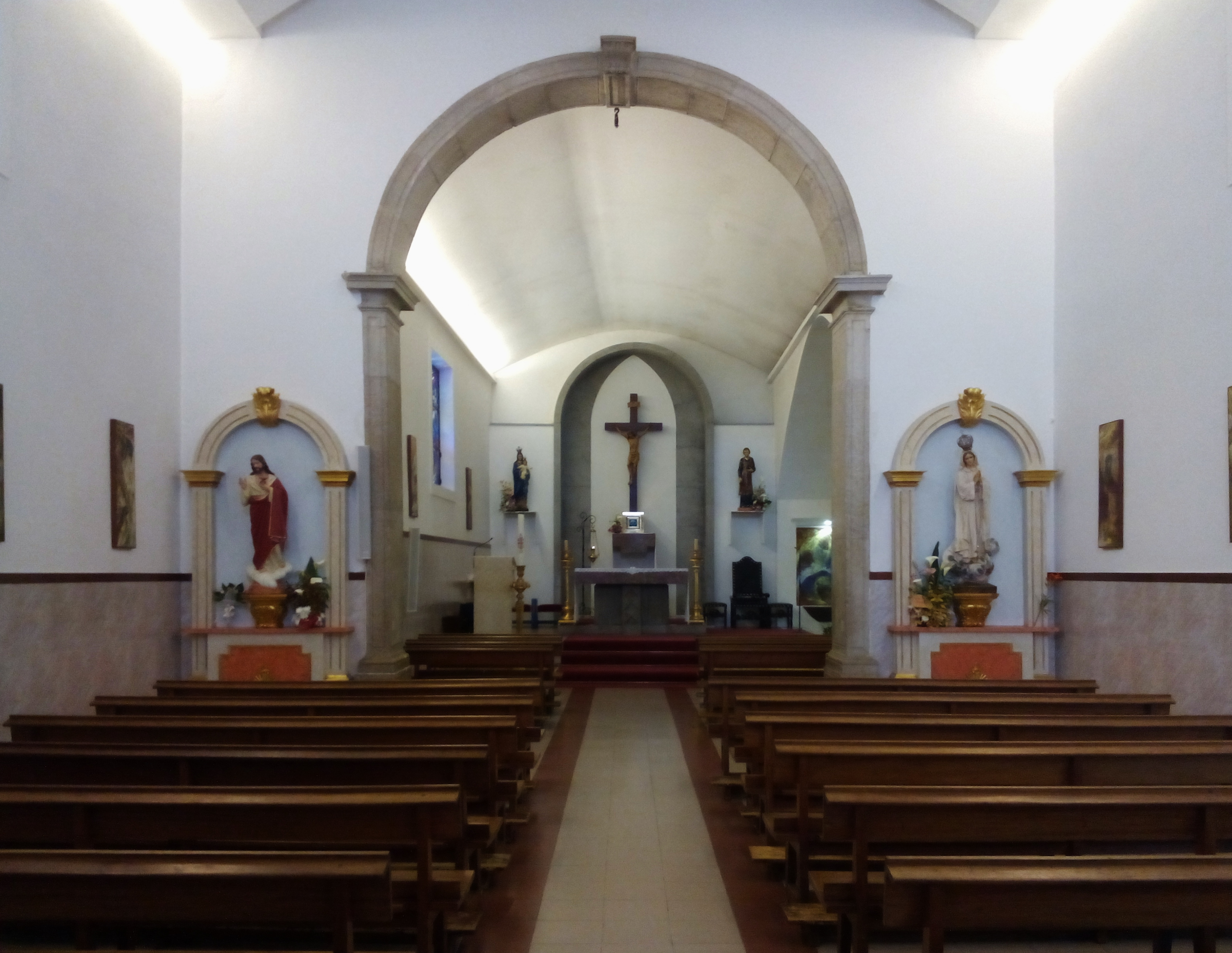
Nave da Igreja de Nossa Senhora da Graça

Por Carta Régia de 27 de Junho de 1856, a Irmandade do Santíssimo Sacramento da Freguesia da Amora foi autorizada a vender o edifício da Igreja de Corroios para acorrer às despesas de reparação da Igreja da Amora. Depois de várias tentativas mal sucedidas (por não aparecer nenhum licitante), o edifício foi adquirido já em completo estado de ruína e constando só das paredes por Manuel Francisco Júnior, a 30 de Dezembro de 1907, pela quantia de 50.100 réis. Em 1924, este requereu à Câmara licença para colocar madeiramento e telhado, com a intenção de o transformar em casa de habitação e arrecadação de objectos de lavoura — a adaptação nunca se chegou a fazer, e ao longo dos trinta anos que se seguiram, foi palco das mais variadas funções: alojamento de famílias humildes, palheiro, estábulo para guardar rebanhos, recinto para apresentação de circo.
O catalisador para o movimento de restauro da igreja parece ter sido quando, em 9 de Dezembro de 1946, a imagem peregrina de Nossa Senhora de Fátima esteve presente diante do edifício arruinado, onde foi recebida por muita gente da região. Ainda durante a década de quarenta, o Patriarcado de Lisboa volta a adquirir o edifício. Em Março de 1952, uma Comissão Pró-Restauro da Igreja de Corroios dirige-se ao Patriarcado para solicitar autorização para a cobertura das paredes da igreja: louvada e encorajada, a Comissão cedo angariou materiais e mão-de-obra gratuita com peditórios porta-a-porta, e espectáculos em que chegaram a participar artistas como Hermínia Silva e Eunice Muñoz.

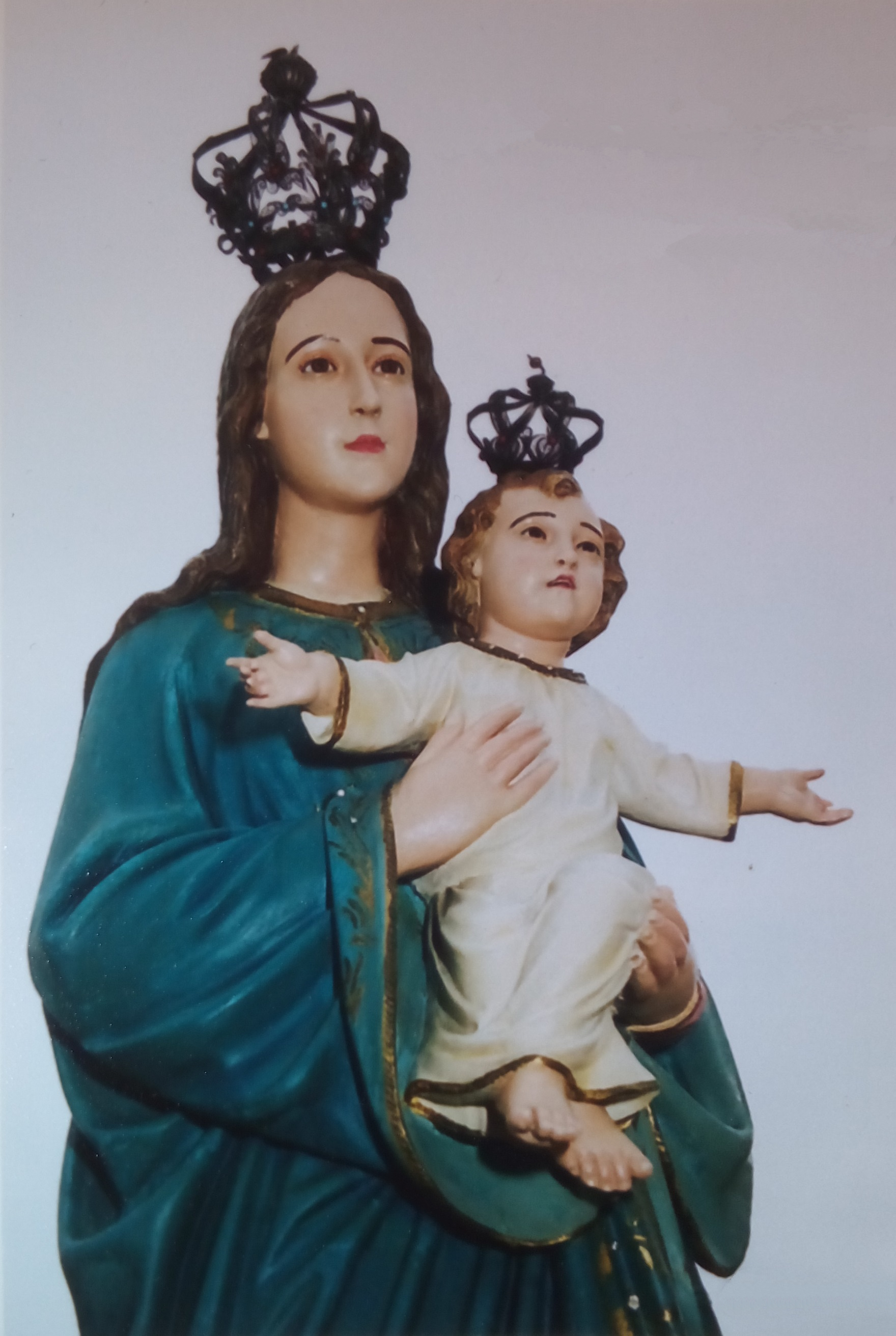
Imagem de Nossa Senhora da Graça

No Verão de 1957, ainda as obras não estavam concluídas, mas já lá se celebrava Missa, presidida por sacerdotes da Amora. A imagem de Nossa Senhora da Graça, coroada com fundos recolhidos em toda a comunidade, foi oferecida por volta desta altura, por Francisco dos Reis Pereira. Finalmente, a 13 de Outubro de 1974, o Cardeal-Patriarca D. António Ribeiro restaura a Paróquia de Corroios. Sucedem-se, com a colaboração da Câmara Municipal do Seixal e da Junta de Freguesia de Corroios, um conjunto de obras importantes que ampliam a igreja: em 1978 constroem-se duas salas mortuárias, sacristia, e cartório; em 1982 ampliam-se as infra-estruturas da igreja com criação de espaços próprios para reuniões e catequese; em 2017 amplia-se o adro, e lá se colocam 5 oliveiras lembrando os 5 mistérios do Rosário de Maria.

## Párocos de Corroios
- Pe. António Benetti C.S. (1974–1976)[2]
- Pe. Paulo Eufrásio S.J. (1976–1977)[2]
- Pe. Norberto Lino S.J. (1977–1997)[2]
- Pe. Júlio do Vale (1997–2008)[4]
- Pe. Casimiro Henriques (2008–2017)[5]
- Pe. Miguel Alves (2017–2024),[6] a partir de 2019, in solidum (Moderador)[7]
- Pe. Clemilson Bernardes da Silva (2019–2024), in solidum[7]
- Pe José Maria Furtado (2024–)[8][9]